# Ruuttijärvi (Pajala socken, Norrbotten, 748416-180895)
Ruuttijärvi är en sjö i Pajala kommun i Norrbotten och ingår i Torneälvens huvudavrinningsområde. Ruuttijärvi ligger i Torne och Kalix älvsystem Natura 2000-område.